# Списак народних хероја: Т
Списак народних хероја чије презиме почиње на слово Т, за остале народне хероје погледајте Списак народних хероја:
1. Франц Тавчар (1920–2002) Орденом народног хероја одликован 27. новембра 1953. године.[1][2]
2. Борко Талески (1921–1942) за народног хероја проглашен 5. јула 1951. године.[а][4][5]
3. Јоцо Тарабић (1916–1995) Орденом народног хероја одликован 27. новембра 1953. године.[6][7]
4. Борко Темелковски (1919–2001) Орденом народног хероја одликован 9. октобра 1953. године.[б][8]
5. Пеко Тепавчевић (1912–1943) за народног хероја проглашен 27. новембра 1953. године.[9][10]
6. Милан Тепић (1957–1991) за народног хероја проглашен 19. новембра 1991. године.
7. Милан Тешић (1893–1944) за народног хероја проглашен 27. новембра 1953. године.[8][11]
8. Милош Тица (1907–1942) за народног хероја проглашен 24. јула 1953. године.[в][1]
9. Вељко Тодоровић (1914–1944) за народног хероја проглашен 20. децембра 1951. године.[12][13][14]
10. Војо Тодоровић Лерер (1914–1990) Орденом народног хероја одликован 20. децембра 1951. године.[г][16][17]
11. Војин Тодоровић (1912–1961) Орденом народног хероја одликован 27. новембра 1953. године.[18][15]
12. Димитрије Тодоровић Каплар (1917–1942) за народног хероја проглашен 5. јула 1952. године.[д][13]
13. Мијалко Тодоровић Плави (1913–1999) Орденом народног хероја одликован 5. јула 1952. године.[20][14]
14. Блажо Тодоровски (1902–1943) за народног хероја проглашен 9. октобра 1953. године.[ђ][21]
15. Вангел Тодоровски (1920–1942) за народног хероја проглашен 30. јула 1952. године.[е][23]
16. Христијан Тодоровски Карпош (1921–1944) за народног хероја проглашен 29. јула 1945. године.[24][21][25]
17. Силвира Томазини (1913–1942) за народног хероја проглашена 27. новембра 1953. године.[26][27]
18. Јосип Томажич (1915–1941) за народног хероја проглашен 14. децембра 1949. године.[ж][29]
19. Владо Томановић (1907–1943) за народног хероја проглашен 26. јула 1945. године.[30][31][32][22]
20. Душан Томашевић Ћирко (1920–1944) за народног хероја проглашен 21. децембра 1951. године.[з][35]
21. Божо Томић (1917–1944) за народног хероја проглашен 20. децембра 1951. године.[12][36][28]
22. Јандрија Томић Ћић (1888–1944) за народног хероја проглашен 27. новембра 1953. године.[и][36]
23. Милан Томић (1921–1944) за народног хероја проглашен 20. децембра 1951. године.[12][38][37]
24. Мирко Томић (1904–1942) за народног хероја проглашен 6. јула 1945. године.[39][40][41]
25. Будо Томовић (1914–1942) за народног хероја проглашен 11. јула 1945. године.[42][43][44][45]
26. Антон Тоне Томшич (1910–1942) за народног хероја проглашен 25. октобра 1943. године.[46][47][45]
27. Вида Томшич (1913–1998) Орденом народног хероја одликована 27. новембра 1953. године.[38][48]
28. Вуко Торовић (1926–1943) за народног хероја проглашен 20. децембра 1951. године.[12][32][49]
29. Ђуро Трбовић (1913–1944) за народног хероја проглашен 20. децембра 1951. године.[12][50][51]
30. Рајко Трбовић (1921–1942) за народног хероја проглашен 20. децембра 1951. године.[12][52][53]
31. Мехмед Трбоња (1915–2002) Орденом народног хероја одликован 24. јула 1953. године.[54][51]
32. Митар Трифуновић Учо (1880–1942) за народног хероја проглашен 27. новембра 1953. године.[ј][55]
33. Радмила Трифуновић (1919–1943) за народног хероја проглашена 27. новембра 1953. године.[56][57]
34. Радован Трнић (1912–1941) за народног хероја проглашен 27. новембра 1953. године.[52][57]
35. Иванка Трохар (1923–1944) за народног хероја проглашена 24. јула 1953. године.[к][59]
36. Тоне Тртник (1908–1942) за народног хероја проглашен 27. новембра 1953. године.[55][60]
37. Љубо Трута (1915–1991) за народног хероја проглашен 27. новембра 1953. године.[50][60]
38. Бранко Тубић (1921–1942) за народног хероја проглашен 27. новембра 1953. године.[61][62]
39. Миле Тубић (1920–1942) за народног хероја проглашен 27. новембра 1953. године.[54][62]
40. Иван Туршич (1922–1944) за народног хероја проглашен 20. децембра 1951. године.[12][63][64]